# Morrison (Oklahoma)
Morrison é uma cidade  localizada no estado norte-americano de Oklahoma, no Condado de Noble.

## Demografia
Segundo o censo norte-americano de 2000, a sua população era de 636 habitantes.
Em 2006, foi estimada uma população de 622, um decréscimo de 14 (-2.2%).

## Geografia
De acordo com o United States Census Bureau tem uma área de
1,6 km², dos quais 1,6 km² cobertos por terra e 0,0 km² cobertos por água. Morrison localiza-se a aproximadamente 286 m acima do nível do mar.

## Localidades na vizinhança
O diagrama seguinte representa as localidades num raio de 28 km ao redor de Morrison.